# Truth Be Told
Truth Be Told este un episod din serialul de televiziune Alias.
- Data originală de difuzare: 30 septembrie, 2001
- Regizat de: J.J. Abrams
- Scris de: J.J. Abrams

Sydney Bristow este o tânără studentă la o universitate din Los Angeles. Ea este recrutată să lucreze pentru SD-6, o presupusă ramură secretă a CIA-ului. După puțin timp se îndrăgostește de Daniel Hecht, un promițător doctor cardiolog pediatru și face greșeala de a-i spune despre identitatea ei secretă. Când SD-6 află, Danny este omorât, pentru a fi protejată secretul identității lui Sydney Bristow.
Sydney, devastată de această pierdere, își ia concediu căteva luni pentru a se concentra asupra învățăturii. Partenerul ei, Marcus Dixon este trimis să o verifice și să o îndemne să se întoarcă la lucru. Ea îi spune că încă nu este pregătită, chiar dacă a trecut mult timp de când trebuia să se întoarcă la lucru. Jack Bristow, încercând să o ajute să renunțe la viața de spion, îi spune că SD-6 nu este o parte din CIA, ci de fapt o ramură a unei organizații ilegale numită Alianța celor Doisprezece. Nimeni, în afară de câțiva agenți cu rang superior, nu cunoaște adevărata identitate a SD-6. Sydney este distrusă de faptul că tatăl ei a mințit-o de-a lungul anilor și că el este un trădător, deoarece și-a lăsat fiica să ajungă un pion al unei organizații teroriste.
Realizând că Arvin Sloane nu mai are încredere în ea, Sydney merge în Taipei și fură unul dintre artefactele lui Rambaldi, pentru a câștiga încrederea șefului ei. După ce îi dă artefactul lui Sloane și îi promite că se va întoarce la lucru săptămâna viitoare, ea îi recuperează încrederea acestuia. Sydney merge la adevăratul CIA unde îi cunoaște pe Michael Vaughn și Eric Weiss.  Ea pregătește o declarație scrisă prin care mărturisește tot ce știe despre SD-6.  Ea cere să devină un agent dublu pentru CIA pentru a pune capăt organizației conduse de Sloane.  La finalul episodului, Sydney vizitează mormântul lui Danny. Acolo, Jack îi dezvăluie lui Sydney că nu este un trădător, că lucrează pentru CIA, infiltrându-se la SD-6 ca agent dublu, și că CIA acceptă ca ea să facă același lucru.